# Савичи (дворянский род)
Савичи — дворянский род.

Согласно «Общему Гербовнику»:

Предки их служили в Малороссийских чинах в 1690 и 1718 годах от Государей Царей и Великих Князей Иоанна Алексеевича и Петра Алексеевича жалованы грамотами на поместья. 
Определением Харьковского Дворянского Депутатского Собрания род Савичей внесён в дворянскую родословную книгу.
- Савич, Алексей Николаевич (1810—1883) — известный русский астроном;
- Савич, Никанор Васильевич (1869—1942) — российский политический деятель. Депутат Государственной думы III и IV созывов (1907—1917).

## Описание герба
В щите, имеющем голубое поле, изображён серебряный крест и под ним золотая луна рогами вверх, а внизу положены крестообразно серебряные сабля и стрела остриём вниз.
Щит увенчан дворянскими шлемом и короною, на поверхности которой видна рука в латах с саблею. Намёт на щите голубой, подложенный серебром.